# Incidente de Orzeł

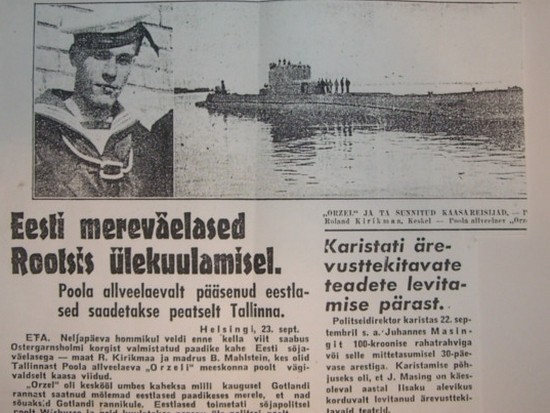
Notícia em um jornal

O incidente de Orzeł ocorreu no início da Segunda Guerra Mundial, em setembro de 1939, quando o submarino polonês ORP Orzeł escapou de Tallinn, na neutra Estônia, para o Reino Unido. A União Soviética de Josef Stalin usou o incidente como um dos pretextos para justificar sua eventual invasão militar e ocupação da Estônia em junho de 1940.

## Crise diplomática e consequências
Após a fuga do submarino de Tallinn, a Agência Telegráfica da União Soviética (TASS) "informou" que o governo estoniano havia permitido "deliberadamente" a fuga de Orzeł e que "outros submarinos poloneses estavam escondidos" em portos dos países bálticos.
A União Soviética de Josef Stalin, tendo invadido a Polônia em 17 de setembro de 1939, acusou a Estônia de conspirar com os marinheiros poloneses, além de "ajudá-los a escapar" e desafiou a neutralidade da Estônia. Orzeł não afundou nenhum navio inimigo durante sua viagem da Estônia para o Reino Unido, mas o governo soviético também culpou o submarino polonês e a Estônia pela suposta perda do petroleiro soviético 968 GRT Metallist na Baía de Narva, em águas territoriais estonianas, em 26 de setembro de 1939. Os soviéticos exigiram permissão para estabelecer bases militares em solo estoniano e ameaçaram uma guerra em grande escala se a Estônia não cumprisse o ultimato. As acusações relacionadas ao incidente do submarino serviram como cobertura política para as ações de Stalin, já que nas cláusulas secretas do Pacto Germano-Soviético de agosto de 1939 a Alemanha nazista já dava aprovação implícita para a tomada soviética da Estônia, Letônia e Finlândia. O incidente de Orzeł foi usado por Stalin para forçar o "tratado de defesa e assistência mútua" sobre a Estônia, que foi assinado em 28 de setembro de 1939 e permitiu que os soviéticos estabelecessem várias bases militares em solo estoniano.  As tropas soviéticas ocuparam todo o território da Estônia em junho de 1940.